# Седаяха (приток Хадуттэ)
Седаяха (устар. Седэ-Яха) — река в России, протекает по Ямало-Ненецкому АО. Устье реки находится в 198 км по левому берегу реки Хадуттэ. Длина реки составляет 61 км.

## Притоки
- 7 км: Мярояха
- 31 км: Нюдя-Седояха

## Данные водного реестра
По данным государственного водного реестра России относится к Нижнеобскому бассейновому округу, водохозяйственный участок реки — Пур, речной подбассейн реки — подбассейн отсутствует. Речной бассейн реки — Пур.
Код объекта в государственном водном реестре — 15040000112115300062835.